# 暴力団員による不当な行為の防止等に関する法律
暴力団員による不当な行為の防止等に関する法律（ぼうりょくだんいんによるふとうなこういのぼうしとうにかんするほうりつ、平成3年5月15日法律第77号）は、暴力団員の行う暴力的要求行為の規制等に関する法律で、刑法に対する特別法である。略称は暴対法、暴力団対策法、暴力団新法など。
暴力団員の行う暴力的要求行為について必要な規制を行い、および暴力団の対立抗争等による市民生活に対する危険を防止するために必要な措置を講ずるとともに、暴力団員の活動による被害の予防等に資するための民間の公益的団体の活動を促進する措置等を講ずることにより、市民生活の安全と平穏の確保を図り、もって国民の自由と権利を保護することを目的とする。
主務官庁は警察庁刑事局組織犯罪対策部暴力団対策課で、同庁警備局公安課、法務省刑事局公安課および公安調査庁調査第一部と連携して執行にあたる。

## 構成
出典:
- 第一章　総則（第一条―第八条）
- 第二章　暴力的要求行為の規制等
  - 第一節　暴力的要求行為の禁止等（第九条―第十二条の六）
  - 第二節　不当な要求による被害の回復等のための援助（第十三条・第十四条）
- 第三章　対立抗争時の事務所の使用制限等（第十五条―第十五条の四）
- 第四章　加入の強要の規制その他の規制等
  - 第一節　加入の強要の規制等（第十六条―第二十八条）
  - 第二節　事務所等における禁止行為等（第二十九条・第三十条）
  - 第三節　損害賠償請求等の妨害の規制（第三十条の二―第三十条の四）
  - 第四節　暴力行為の賞揚等の規制（第三十条の五）
  - 第五節　縄張に係る禁止行為等（第三十条の六・第三十条の七）
- 第四章の二　特定危険指定暴力団等の指定等（第三十条の八―第三十条の十二）
- 第五章　指定暴力団の代表者等の損害賠償責任（第三十一条―第三十一条の三）
- 第六章　暴力団員による不当な行為の防止等に関する国等の責務及び民間活動の促進（第三十二条―第三十二条の十五）
- 第七章　雑則（第三十三条―第四十五条）
- 第八章　罰則（第四十六条―第五十二条）
- 附則

## 内容
「暴力団」および指定
本法では、まず、規制の対象を明確にするため、暴力団を「その団体の構成員（その団体の構成団体の構成員を含む）が集団的にまたは常習的に暴力的不法行為等を行うことを助長するおそれがある団体をいう。」と定義する（2条2号）。そして、都道府県公安委員会が、暴力団のうち、暴力団員が生計の維持、財産の形成又は事業の遂行のための資金を得るために暴力団の威力を利用することを容認することを実質上の目的とする団体であって、犯罪経歴を保有する暴力団員が一定割合を占め、首領の統制の下に階層的に構成された団体を「指定暴力団」に指定することができる（3条）。さらに、暴力団（指定暴力団を除く）の全部または大部分が指定暴力団である場合、当該暴力団は指定暴力団の連合体として指定される（4条）。2012年（平成24年）10月より、対立抗争に係る指定暴力団等を特定抗争指定暴力団等として指定し（15条の2）、また、指定暴力団の構成員等が凶器を使用して人の生命または身体に重大な危害を加える方法による暴力行為を反復継続するおそれがある場合、当該指定暴力団等を特定危険指定暴力団等として指定する（30条の8）。
「不当な行為」の禁止と措置命令、罰則
本法は第2章において、指定暴力団等の暴力団員が、指定暴力団の威力を示して民事介入暴力などの暴力的要求行為を行うことを禁じる（9条）。暴力団員以外の一般人に対しては、指定暴力団員に暴力的要求行為をすることを要求、依頼、または唆すことを禁じる（10条）。また、公安委員会は、対立抗争時には事務所の使用禁止を命ずることができる（第3章）。第4章において、指定暴力団への加入の勧誘や、事務所において付近住民に不安を与えるような一定の行為も禁じる。
これらの禁止行為に対しては、公安委員会が措置命令を行うことができるようにし、また、措置命令の実効性を確保するため、罰則規定が設けられている（第8章）。なお、「警戒区域」（暴力行為により人の生命又は身体に重大な危害が加えられることを防止するため特に警戒を要する区域）と定められた区域内における禁止行為の違反については、措置命令を経ずに罰則を科すことが規定されている（直罰規定）。
暴力団員の活動による被害の予防等に資するための民間の公益的団体の活動を促進するため、暴力追放運動推進センターの指定なども定められている（第6章）。
民事責任の特則
上記に加えて、指定暴力団の代表者等に対する民法の不法行為責任についても特則が設けられ、凶器を使用して指定暴力団同士の抗争または指定暴力団内における抗争により他人の生命、身体または財産を侵害したときは指定暴力団の代表者等は無過失責任を負うことになる（31条）。さらに、指定暴力団員が威力利用資金獲得行為（当該指定暴力団の威力を利用して生計の維持、財産の形成もしくは事業の遂行のための資金を得、または当該資金を得るために必要な地位を得る行為をいう）を行うについて他人の生命、身体または財産を侵害したときについても、代表者等が直接または間接に利益を受ける立場に無いとき、指定暴力団員による威力利用資金獲得行為が指定暴力団員以外の者による強要によってなされかつ代表者等が無過失の場合を除いて、損害賠償責任を負う（31条の2）。なお、これらの規定は民法に基づく不法行為責任を別に負うことを排除するものではない（31条の3）。
不当要求防止責任者講習制度
公安委員会は、事業者（事業を行う者で、使用人その他の従業者（以下この項において「使用人等」という）を使用するものをいう。以下同じ）に対し、不当要求（暴力団員によりその事業に関し行われる暴力的要求行為その他の不当な要求をいう。以下同じ）による被害を防止するために必要な、責任者（当該事業に係る業務の実施を統括管理する者であって、不当要求による事業者及び使用人等の被害を防止するために必要な業務を行う者をいう）の選任、不当要求に応対する使用人等の対応方法についての指導その他の措置が有効に行われるようにするため、資料の提供、助言その他必要な援助を行うものとする（14条）、公安委員会は、前項の選任に係る責任者の業務を適正に実施させるため必要があると認めるときは、国家公安委員会規則で定めるところにより、当該責任者に対する講習を行うことができる（14条の2）。に基づく講習制度である。「責任者選任届出書」を事業所の所在地を管轄する地元警察署（暴力団対策担当）に提出すると、概ね1か月～3か月以内に講習の受講通知が送られる。受講料は無料であり、講習時間は約3時間である。
改正
2008年5月2日に改正され同日一部施行、8月1日に完全施行された。
2012年7月に企業襲撃を繰り返したり、抗争事件を起こしたりする暴力団を新たに「特定危険指定暴力団」「特定抗争指定暴力団」に指定して等の対策を盛り込んだ改正案が成立し、10月30日施行された。

## 禁止される具体的な行為
本法は、指定暴力団員がその者の所属する指定暴力団等又はその系列上位指定暴力団等の威力を示して以下の行為をすることを禁止する。（第9条）
1. 口止め料を要求する行為
2. 寄付金や賛助金等を要求する行為
3. 下請参入等を要求する行為
4. 縄張り内の営業者に対して「みかじめ料」を要求する行為
5. 縄張り内の営業者に対して用心棒代等を要求する行為
6. 利息制限法に違反する高金利の債権を取り立てる行為
7. 不当な方法で債権を取り立てる行為
8. 借金の免除や借金返済の猶予を要求する行為
9. 貸付け及び手形の割引を不当に要求する行為
10. 信用取引を不当に要求する行為
11. 株式の買取り等を不当に要求する行為
12. 預貯金の受入れを不当に要求する行為
13. 地上げをする行為
14. 土地・家屋の明渡し料等を不当に要求する行為
15. 宅建業者に対して不動産取引に関する不当な要求をする行為
16. 宅建業者以外の者に対して不動産取引に関する不当な要求をする行為
17. 建設業者に対して建設工事を不当に要求する行為
18. 集会施設の利用を不当に要求する行為
19. 交通事故等の示談に介入し、金品等を要求する行為
20. 商品の欠陥等を口実に損害賠償等を要求する行為
21. 役所に対して自己に有利な行政処分を要求する行為
22. 役所に対して他人に不利な行政処分を要求する行為
23. 国等に対して自己を公共工事等の入札に参加させることを要求する行為
24. 国等に対して他人を公共工事等の入札に参加させないことを要求する行為
25. 人に対して公共工事等の入札に参加しないこと又は一定の価格で入札することを要求する行為
26. 国等に対して自己を公共工事等の契約の相手方とすること又は他人を相手方としないことを要求する行為
27. 国等に対して公共工事等の契約の相手方に対する指導等を要求する行為

## 影響
1992年（平成4年）3月1日に施行された。山口組、稲川会、住吉会、工藤會など24の暴力団が、本法による指定暴力団とされている。本法によって暴力団員の数は減少し、暴力団事務所の撤去も進んだ。また、対立抗争事件数も減少し、その継続期間も短縮傾向にある。さらに暴力団員による資金獲得活動も困難になった。
本法の施行の結果、暴力団の活動が法律に触れぬように巧妙になり、一般企業社会への進出（企業舎弟の増加）や組織擬装が増加するなど、組織の不透明化・地下組織化・マフィア化が進んだ。また、組織犯罪の国際化や、暴力団の寡占化や政治的殺害も進むことが懸念される。
しかし現在では暴力団排除条例が全国の都道府県、市区町村で施行されていることによって、暴力団員側または暴力団関係者側、事業者側ともに就職、取引、契約、借金、銀行口座の開設、部屋の賃貸などが禁じられているため、暴力団員が一般社会に進出することはできない状況にある。実際に条例違反に関する事例もわずかなことからして、暴力団員が一般社会へ進出していることは、ほぼあり得ないのが現実である。溝口敦は「情けないのはヤクザの側ともいえる。法的に突っ込みどころのある暴排条例に反論するような理論武装ができなくなっている」と事実上皮肉を込めた発言をしている。

### 暴力団事務所の使用差し止め請求
2013年施行の法改正により、代理訴訟制度の仕組みが整理され、都道府県単位で設立されている暴力追放運動推進センターなどが、地域住民の代理として暴力団事務所の使用差し止めなどを求める裁判を起こすことが可能になった。発足当初は、制度を活用する動きは低調であったが、2017年10月2日には、指定暴力団神戸山口組の本部事務所に対し、暴力団追放兵庫県民センターが使用差し止めを求める仮処分を神戸地方裁判所に申し立てるなどの動きがみられるようになった。

### 賞揚等禁止
2008年の法改正で対立抗争などで暴力行為などを起こした指定暴力団組員に絡んで、刑期満了から5年以内の労金や出所祝い金など金品の授受を禁じる賞揚等禁止命令制度が8月に施行された。同年9月に各公安委員会から指定暴力団の代表者等34人に対して賞揚等禁止仮命令が発出した。

## 議論
法案は、治安立法に対する一部政治勢力の根強い反対風土からすれば、異例といえる衆参全会一致で可決された。しかし、日本国憲法21条1項が保障する「結社の自由」を不当に制限し違憲であるとの主張がある。制定時、暴力団員や支援者らが、抗議のデモ行進や座り込みをし、各地で本法の違憲を主張した訴訟を提起した。弁護士の遠藤誠は、本法の違憲を主張する行政訴訟の弁護に際して、山口組からの12億円余の資金提供の申出を受けたが断り、無償で弁護した。また、遠藤と野村秋介の音頭により、暴力団有志による「任侠市民連合」、右翼団体・一水会の青年組織「統一戦線義勇軍」、新左翼の日本共産党（行動派）が合同で、デモ行進などによる反対運動を展開した。
二代目工藤連合草野一家が提起した訴訟において、福岡地方裁判所は、「暴力団も個人の結合である団体、結社であり、構成する個人については、その憲法上の人権保障の規定は当然に効力が及ぶものであるから、一律にその結社や行動等を禁止し、規制することは、憲法の基本的人権保障の趣旨を無視し、各条項を形骸化し、個人の思想、良心を弾圧する結果を招来しかねない」とし、「法3条による指定暴力団との指定処分は、その指定された団体が法に抵触し、存在を許されないとの印象を与えることになることは、払拭できず、その指定された団体の構成員が、いわば暴力的行為を常習する者との印象を受けることは免れないところであり、また、憲法14条1項にいう社会的身分とは、人が社会において占める継続的な地位をいうものである（最高裁昭和39年5月27日判決民集18巻4号676頁）が、少なくとも原告主張のとおり、犯罪経歴保有者の地位は、右にいう社会的身分に当たると解することができ、これを理由として他と異なる取扱いをすることには慎重でなければならないところである」としながら、本法につき、「立法の趣旨は、市民生活の安全と平穏の確保を図ることにあり（同法1条）、この目的自体は必要かつ合理的なもの」であり、「ただ特定の団体の壊滅等のためにのみ制定されたものではない上、暴力団の構成員にとっては、法が企図する規制は、自らの他の人権侵害を阻止される結果になるというにすぎず」、「団体の活動の制限、団体の解散等のような団体への直接の規制は、行うこととされておらず、指定については、一応3年間の有効期限を限ってなされ、また、指定に当たっては、暴力団しか有しない団体的特徴を法文上で明示し、対象の範囲の拡大をなくすとともに審査専門委員制度（法27条）と不服申立制度（法26条）を設けて暴力団の規定の趣旨に逸脱した指定がされないように配慮がされている上、直接には指定暴力団の構成員の具体的な暴力的要求行為が規制されることになっており」、「暴対法による規制の目的は、公共の福祉の観点からのものであり、一応の合理性がある制度ということができ」、憲法21条1項に違反しないとした。
2012年（平成24年）12月27日に、福岡県公安委員会および山口県公安委員会が、工藤會を「特定危険指定暴力団」に指定したことから、工藤會は2013年（平成25年）1月18日に、指定処分の取り消しを求める訴えを、福岡地方裁判所および山口地方裁判所に提起した。代理人弁護士は「改正暴対法は工藤会の活動を著しく制限するもので、表現の自由や結社の自由を定めた日本国憲法にも違反している」としている。2015年（平成27年）7月15日、福岡地方裁判所は「結社ではなく構成員による反社会的な行為に対する規制で、公共の福祉の観点から必要かつ合理的」などとして訴えを退けた。
暴力団対策法が規定する再発防止命令に絡む刑事裁判で日本国憲法第14条に規定する平等権に違反するという指定暴力団員の被告の主張については、2023年1月23日に最高裁は「規定による規制は市民生活の安全と平穏の確保を図る目的を達成するために必要かつ合理的。理由のない差別とは言えない」として合憲判決を出した。